# 加藤陽子
加藤 陽子（かとう ようこ、1960年 〈昭和35年〉10月 - ）は、日本の歴史学者。専攻は日本近現代史。学位は、博士（文学）。本名は、野島陽子。東京大学教授。歴史学研究会委員長。埼玉県大宮市（現・さいたま市）出身。夫は予備校講師の野島博之。
2010年に著書『それでも、日本人は「戦争」を選んだ』で小林秀雄賞受賞。

## 来歴
幼い頃は、当時の古代エジプトブームに影響され、考古学者になりたいと考えていた。女子校の桜蔭中学校・高等学校で学び、部活動では社会科部に所属して、文化祭では「世界恐慌と一九三〇年代のアメリカ」をテーマにして発表を行ったという。図書館の蔵書数が最も多いことから東大の受験を決め、本を読むことが大好きであったことと自立した人間になりたいという思いから、研究者あるいは作家になることを目指していた。
大学に入学後は、第二外国語としてロシア語を選択して読んだロシア文学や、伊藤隆による教養課程向けの「戦争と知識人」をテーマとした講義に影響を受けている。二年生の頃に日本近代史を専攻することを決意し、文学部の国史学研究室において、「右寄り」とも評された伊藤隆が指導教授となった。伊藤隆の指導のもとで、はじめて学問的な面白さに目覚め、大学院時代の研究が『模索する一九三〇年代』の後半の日米開戦前の外交部分にあたる、と語っている。
1989年3月に東大の博士課程を単位取得満期退学し、同年4月から山梨大学教育学部の専任講師となった。この頃、駒場で最初に会った男性である野島博之と結婚した。1992年から1993年には文部省在外研究員として米スタンフォード大学やライシャワー日本研究所に滞在する。1993年には初の著書となる『模索する一九三〇年代』を山川出版社から出版し、1994年には助教授として東大に移っている。
1999年以降は山川出版社の教科書『詳説日本史』の執筆に携わり、このときに教科書執筆の困難を感じたことがきっかけとなり、栄光学園の中高生向け講義をまとめた『それでも、日本人は「戦争」を選んだ』を出版し、同作は2010年に小林秀雄賞を受賞している。2017年には『戦争まで』で紀伊國屋じんぶん大賞を受賞している。
このほか、小泉政権以降、政府の公文書管理に関わり、内閣府公文書管理委員会委員や「国立公文書館の機能・施設の在り方等に関する調査検討会議」の委員を歴任した。上皇明仁も、天皇在位中は、歴史談義のために、保阪正康や半藤一利とともに加藤をしばしば招いていた。2004年以降は、読売新聞において書評面の担当者の一人を務めている。
2013年成立の特定秘密保護法には反対し、また、2014年には立憲デモクラシーの会の呼びかけ人の一人となった。
2020年には、日本学術会議の新会員候補に推薦されたが、他の5名の候補とともに、内閣総理大臣菅義偉によって任命を拒否された。

## 略年譜
- 1979年 桜蔭高等学校卒業
- 1983年 東京大学文学部第二類国史学専修卒業
- 1989年 東京大学大学院人文科学研究科国史学専門課程博士課程単位取得満期退学、山梨大学教育学部専任講師
- 1991年 山梨大学教育学部助教授
- 1994年 東京大学文学部助教授
- 1995年 東京大学大学院人文社会系研究科助教授
- 1997年 「徴兵制と近代日本」で東京大学博士（文学）
- 2007年 東京大学大学院人文社会系研究科准教授
- 2009年 同教授
- 2016年5月 歴史学研究会研究部副部長（2017年5月まで）[11]
- 2017年5月 歴史学研究会研究部長（2018年5月まで）[11]
- 2020年 史学会理事[12]
- 2022年6月 歴史学研究会委員長[11]

## 業績・評価

### 研究
近代日本の軍事史および外交史を主要な専門分野としている。秦郁彦は「『模索する一九三〇年代—日米関係と陸軍中堅層』、『徴兵制と近代日本』、『戦争の日本近現代史』などはいずれも力のこもった手堅い学術的著作で、「硬直したイデオロギーとは無縁」と言ってよい」と評している。
90年代においては、軍部の研究をタブー視する伝統的な学界の風潮と、「新しい歴史教科書をつくる会」の動きの両極のなかにあって、加藤の戦争研究には困難な面があったという。「右でも左でもなく居直りでも自虐でもない、国民の集合知を支え得るような歴史像を作り上げること」が目標であると語っている。
東大での指導教授だった伊藤隆は、加藤の研究を高く評価しつつも、加藤が後に「新左翼」へと回帰したと述べている。また、斉加尚代によると、伊藤は「彼女はぼくが指導した、とても優秀な学生だった。だけど、あれは本性を隠してたな」と語ったという。
韓国においては、「安倍晋三の歴史認識と集団自衛論に反対する進歩的研究者」として知られているとされる。他方で、韓国史学会会長のキム・ドゥクジュンは、家永三郎と比較した上で、加藤の研究について、植民地の問題を十分に論じておらず、日本の侵略を正当化していると批判している。

### 山川出版社『詳説日本史』
前述のとおり、加藤は1999年頃から山川出版社の教科書『詳説日本史』の執筆に関わっていたが、この教科書は加藤自身にとっては満足のいく出来ではなかった。このときの経験をもとに、歴史研究の「凄み」を高校生に示したいという内容の「私が書きたい『理想の教科書』」という論考を2002年の『中央公論』に発表している。この論考を読んだ編集者の声掛けをきっかけに、のちに『それでも、日本人は「戦争」を選んだ』が執筆されることとなった。
この教科書『詳説日本史』については、昭和期の執筆者が伊藤隆から弟子の加藤陽子に交替したことで、大きな書き換えが行われたともいわれる。南京事件に関する記述を、伊藤隆が「日本軍は非戦闘員をふくむ多数の中国人を殺害し」と一行ですませていたのを、(見本本において) 加藤は分量を三倍近くふくらませ、「日本軍は南京市内で略奪・暴行をくり返したうえ、多数の中国人一般住民 (婦女子をふくむ) および捕虜を殺害した (南京事件)。犠牲者数については、数万人～四〇万人に及ぶ説がある」と書き直した。これについて、上杉千年は「理科の教科書に〈月に兎がいるという説がある〉と書くに似ている」と非難し、秦郁彦も加藤について「左翼歴史家のあかしともいうべき自虐的記述は、正誤にかかわらず死守する姿勢が読み取れる。つける薬はないというのが私の率直な見立てである」と非難している。
2023年発行の「日本史探究」版以降は執筆陣から外れている。

### 『それでも、日本人は「戦争」を選んだ』
『それでも、日本人は「戦争」を選んだ』は、栄光学園中学校・高等学校の歴史研究部の生徒たちに行った講義をまとめた書籍である。きっかけは、上記の高校教科書の執筆経験を踏まえ、中央公論に発表した文章「私が書きたい『理想の教科書』」の内容を、編集者の鈴木久仁子がぜひ実行するようにと説得したことにあった。
日清戦争から太平洋戦争までの日本の戦争を取り扱っており、「侵略・被侵略」という構図ではなく、他国からの観点や国際情勢、社会への影響といった大きな視点から戦争を論じる点に特徴がある。また、日本切腹中国介錯論を述べた胡適や、太平洋戦争の前から戦争は不可能だと主張した軍人・水野広徳といった、一般にはあまり知られない人物も紹介している。
沼野充義は、中高生向けだからといって叙述のレベルを下げることなく、最新の研究成果も用いつつ、読みやすく、かつ「歴史の流れを本当に決めるものは何か見抜こうとする姿勢」がある書籍となっていると評価している。同書は、2009年9月時点で7刷8万部と売れ行き好調となっており、政治家の片山虎之助も本書を読み「歴史を「新鮮なもの」にしてくれる書物」だと述べている。また、同書は第9回小林秀雄賞を受賞している。
本書の続編として『戦争まで』があり、同様の中高生向け講義をまとめたもので、太平洋戦争に至るまでの国際交渉を扱っている。紀伊國屋じんぶん大賞を受賞した。歴史学者の成田龍一は、指導者間の複雑な国際交渉を巧みに叙述している点を高く評価している。他方で、成田は、加藤の著作が指導者レベルの問題のみに焦点を当てていることで、「国民」の問題を等閑視しており、結果として戦争教育と平和教育の分断を招く恐れがあると主張している。

## 著書

### 単著
- 『模索する1930年代 - 日米関係と陸軍中堅層』（山川出版社） 1993年、のち新装版 2012年
- 『徴兵制と近代日本 - 1868-1945』（吉川弘文館） 1996年
- 『戦争の日本近現代史 - 東大式レッスン! 征韓論から太平洋戦争まで』（講談社現代新書） 2002年
- 『戦争の論理 - 日露戦争から太平洋戦争まで』（勁草書房） 2005年
- 『戦争を読む』（勁草書房） 2007年：書評集
- 『満州事変から日中戦争へ』（岩波新書、シリーズ日本近現代史5） 2007年
- 『それでも、日本人は「戦争」を選んだ』（橋本治解説、朝日出版社） 2009年、のち新潮文庫 2016年：第9回小林秀雄賞受賞
- 『NHK さかのぼり日本史(2) - 昭和 とめられなかった戦争』（NHK出版） 2011年、のち改題文庫化『とめられなかった戦争』（文春文庫） 2017年
- 『昭和天皇と戦争の世紀』（講談社、天皇の歴史8） 2011年、のち講談社学術文庫 2018年
- 『戦争まで 歴史を決めた交渉と日本の失敗』（朝日出版社） 2016年：第7回紀伊國屋じんぶん大賞受賞
- 『天皇と軍隊の近代史』（勁草書房、けいそうブックス） 2019年10月 ISBN 978-4326248506
- 『歴史の本棚』（毎日新聞出版） 2022年：書評集
- 『この国のかたちを見つめ直す』（毎日新聞社出版、2025年1月）

### 共著
- 『あの戦争になぜ負けたのか』（半藤一利, 保阪正康, 戸髙一成, 福田和也, 中西輝政、文春新書） 2006年
- 『戦争と日本人 - テロリズムの子どもたちへ』（佐高信、角川oneテーマ21） 2011年
- 『歴史からの伝言 - “いま”をつくった日本近代史の思想と行動』（佐藤優, 福田和也、扶桑社新書） 2012年
- 『昭和史裁判』（半藤一利、文藝春秋） 2011年、のち文春文庫 2014年　ISBN 978-4-16-790038-0
- 『戦後責任 - アジアのまなざしに応えて』（内海愛子, 大沼保昭, 田中宏、岩波書店） 2014年
- 『戦後とは何か(下) 政治学と歴史学の対話』（（雨宮昭一, 鹿毛利枝子, 天川晃, 猪木武徳, 五百旗頭真、丸善出版） 2014年
- 『学問と政治 - 学術会議任命拒否問題とは何か』（芦名定道, 宇野重規, 岡田正則, 小沢隆一, 松宮孝明, 加藤陽子、岩波書店、岩波新書） 2022年4月　ISBN 978-4-00-431925-2
- 『この国の戦争　太平洋戦争をどう読むか』（奥泉光、河出書房新社、河出新書） 2022年6月
- 『別冊NHK100分de名著 フェミニズム』（加藤陽子, 鴻巣友季子, 上間陽子, 上野千鶴子、NHK出版） 2023年6月　ISBN 978-4144072970
- 『となりの史学』（加藤陽子・モリナガ・ヨウ、毎日新聞出版）、2025年5月

### 共編著
- 『日本史文献事典』（黒田日出男, 加藤友康, 保谷徹、弘文堂） 2003年
- 『詳説日本史B』（山川出版社） 2002年 - 2022年　※文科省検定教科書
- 「近代の3人目の天皇として 昭和天皇の場合」（歴史学研究会、績文堂出版、『天皇はいかに受け継がれたか 天皇の身体と皇位継承』） 2019年2月　ISBN 978-4881161340

### 訳書
- 『総動員帝国 - 満洲と戦時帝国主義の文化』（ルイーズ・ヤング、川島真, 高光佳絵, 千葉功, 古市大輔共訳、岩波書店） 2001年